# بیمارستان فاطمه الزهرا اهواز
بیمارستان فاطمه الزهرا اهواز یکی از بیمارستان‌های نیروی انتظامی جمهوری اسلامی ایران در اهواز می‌باشد که دارای ۹۸ تخت و در چهارراه زند اهواز - خیابان اباذر واقع شده.
اورژانس این مرکز مجهز به تختهای تحت نظر اورژانس -اتاق عمل اورژانس - تخت زایمان - تختهای بخش اورژانس می‌باشد.
این بیمارستان دارای بخش‌های جراحی - داخلی - ICU جنرال - POST CCU - جراحی زنان و زایمان- اطفال - CCU - زنان و زایمان و قلب بوده و از کلیه واحدهای پاراکلینیک و درمانگاه برخوردار است.
مراجعان این بیمارستان وابسته به نیروی انتظامی و مابقی مردم عادی می‌باشند، همچنین تعداد کادر پرسنلی این بیمارستان اعم از پزشک و پرستار و سایرین دو هزار و ۱۰۰ نفر می‌باشند که به طور کامل وابسته به نیروی انتظامی می‌باشند.